# نيلي كوردا
نيلي كوردا (بالإنجليزية: Nelly Korda)‏ هي لاعبة غولف أمريكية، ولدت في 28 يوليو 1998 في برادنتون في الولايات المتحدة.

## وصلات خارجية
- نيلي كوردا على موقع رابطة لاعبات الغولف المحترفات (الإنجليزية)
- نيلي كوردا على موقع اللجنة الأولمبية الدولية (الإنجليزية)
- نيلي كوردا على موقع أوليمبيديا (الإنجليزية)